# Añasco Arriba
Añasco Arriba es un barrio ubicado en el municipio de Añasco en el estado libre asociado de Puerto Rico. En el Censo de 2010 tenía una población de 1570 habitantes y una densidad poblacional de 386,35 personas por km².

## Geografía
Añasco Arriba se encuentra ubicado en las coordenadas 18°16′34″N 67°8′49″O / 18.27611, -67.14694. Según la Oficina del Censo de los Estados Unidos, Añasco Arriba tiene una superficie total de 4.06 km², de la cual 3.95 km² corresponden a tierra firme y (2.68%) 0.11 km² es agua.

## Demografía
Según el censo de 2010, había 1570 personas residiendo en Añasco Arriba. La densidad de población era de 386,35 hab./km². De los 1570 habitantes, Añasco Arriba estaba compuesto por el 82.23% blancos, el 9.43% eran afroamericanos, el 0.13% eran amerindios, el 0.45% eran asiáticos, el 4.71% eran de otras razas y el 3.06% pertenecían a dos o más razas. Del total de la población el 99.49% eran hispanos o latinos de cualquier raza.